# Pachyramphus
Pachyramphus là một chi chim trong họ Tityridae.